# Helmut Stelljes

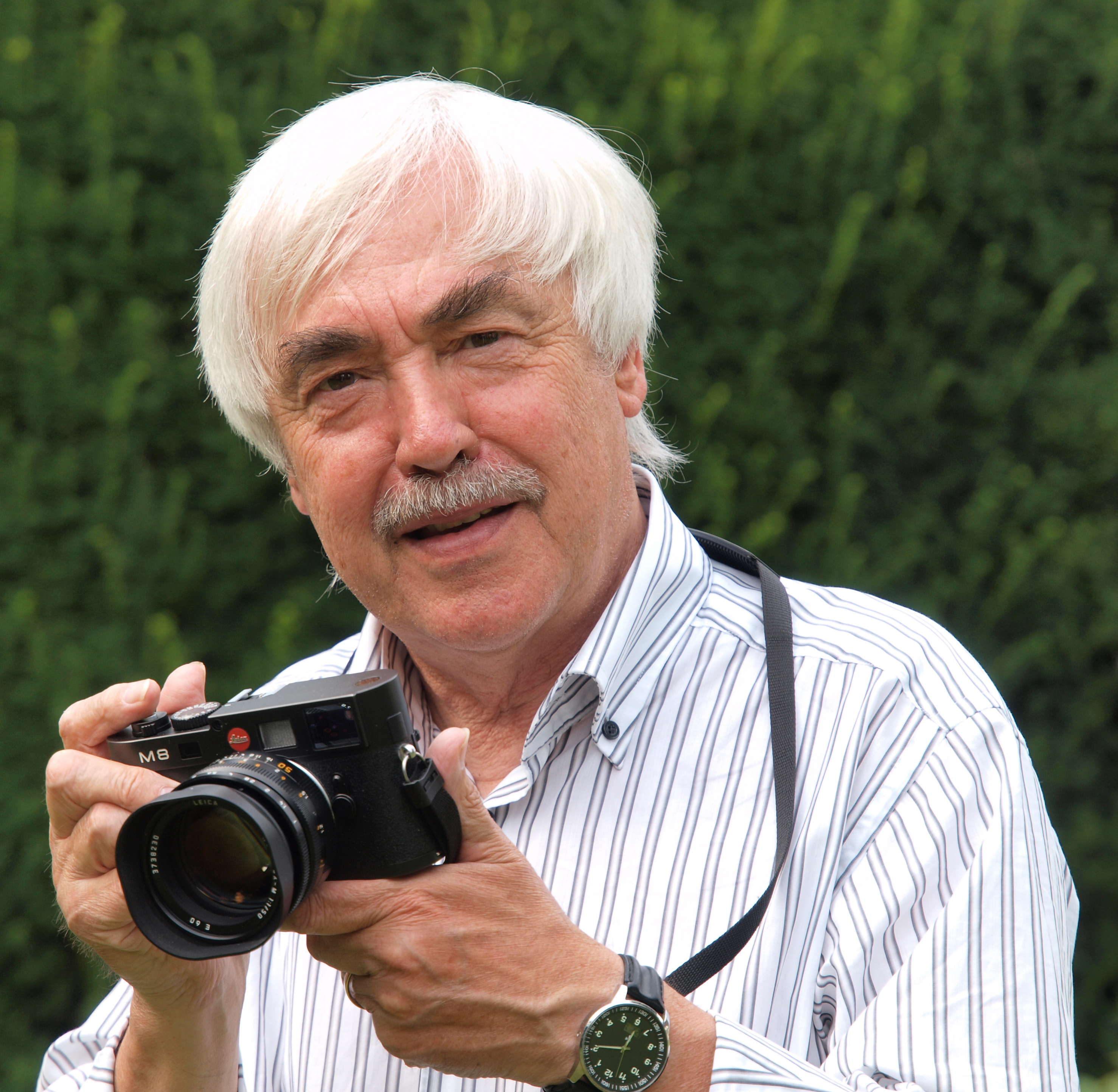
Helmut Stelljes (2009)

Helmut Stelljes (* 1933 in Bremen) ist ein deutscher Autor und Fotograf sowie Heimatkundler.

## Leben
Helmut Stelljes verbrachte seine Kindheit im niedersächsischen Worpswede und Umgebung. Nach seiner schulischen Ausbildung studierte er Pädagogik, Soziologie, Psychologie, Mathematik, Philosophie und Kunstgeschichte. 1981 promovierte er an der Universität Bremen zum Dr. phil. mit einer methodisch-didaktischen Arbeit zum Mathematikunterricht.
Mitte der 1970er-Jahre zog Stelljes mit seiner Familie nach Worpswede und wurde dort ansässig. Zunächst betätigte er sich hauptsächlich als freier Autor und Publizist, seit Anfang der 1990er-Jahre ist er zusätzlich auch noch als freier Fotograf tätig. Neben einigen methodisch-didaktischen Arbeiten befasste und befasst er sich in zahlreichen Veröffentlichungen vor allem mit seiner Wahlheimat Worpswede, wie mit der Kulturgeschichte des von der Künstlerkolonie Worpswede geprägten „Künstlerdorfs“ und der Region sowie mit verschiedenen Künstlerporträts. Zuletzt veröffentlichte Stelljes 2013 das Kinder- und Jugendbuch Die Henne und ihre Entenkinder, in dem er die selbst erlebte, „wahre Geschichte einer gefiederten Patchwork-Familie“ erzählt und mit eigenen Fotografien illustriert.
Als Fotograf hatte Stelljes zahlreiche Ausstellungen, wie unter anderem in Worpswede (1993, 1996, 1999, 2000, 2001, 2002), Solms (1994), Bremerhaven (1994), Heiligenhafen (1995), Bremen (1996, 1998, 2001), Osterholz-Scharmbeck (1997, 2010), Hannover (1998) und Elmshorn (2002). Darüber hinaus nahm er an verschiedenen Fotowettbewerben teil, wobei er einige Preise erzielte. Stelljes ist als Fotograf Mitglied im Bundesverband Bildender Künstlerinnen und Künstler (BBK).
Seit Anfang der 1980er-Jahre engagiert Stelljes sich in den Bereichen Kunst, Kultur und Heimatpflege in Worpswede. 1987 war er Mitbegründer der Regional- und Kulturzeitschrift Heimat-Rundblick, die seither vierteljährlich erscheint und in der regionale Themen aus Geschichte, Kultur und Natur publiziert werden. Stelljes gehört seit Gründung dem Redaktionsteam an und ist im Förderverein des Heimat-Rundblicks als dessen Vorsitzender aktiv; zudem schrieb er selbst zahlreiche Artikel und bebilderte die Zeitschrift mit zahlreichen Fotografien. Außerdem veranstaltet er kunst- und kulturgeschichtliche Führungen durch das Künstlerdorf Worpswede und in die umgebende Landschaft des Teufelsmoores sowie geführte Besuche von Museen, Galerien und Künstlerateliers und hält Dia-Vorträge zur Geschichte des Ortes. Stelljes gilt inzwischen als „Botschafter Worpswedes“ und wurde im November 2009 für sein jahrzehntelanges ehrenamtliches Wirken mit dem niedersächsischen Verdienstkreuz ausgezeichnet.
Helmut Stelljes ist verheiratet und lebt mit seiner Frau in Worpswede. Das Paar hat zwei Söhne.

## Auszeichnungen und Ehrungen
- 2009: „Verdienstkreuz am Bande“ des Niedersächsischen Verdienstordens[4]
- 2014: Helmut Stelljes’ Kinder- und Jugendbuch Die Henne und ihre Entenkinder, das er 2013 herausbrachte, wurde beim jährlichen Wettbewerb „Die schönsten deutschen Bücher“ der Stiftung Buchkunst nominiert und in die Longlist aufgenommen.[5]

## Veröffentlichungen (Auswahl)

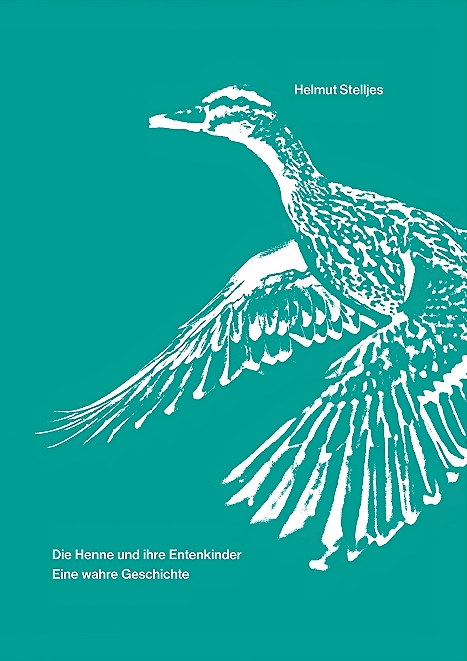
Cover des 2013 erschienenen Kinder- und Jugendbuches Die Henne und ihre Entenkinder

als Autor
- Ein Tag in … Worpswede. VDG Weimar, Kromsdorf 2015, ISBN 978-3-89739-823-8.
- Die Henne und ihre Entenkinder. Eine wahre Geschichte. Druckerpresse-Verlag, Lilienthal 2013, ISBN 978-3-9815264-1-7 (Kinder- und Jugendbuch; mit Illustrationen des Autors; Rezension von Ralf Rospek im Osterholzer Anzeiger).
- Auch heute noch verantwortlich für das Geschehene. Gespräch mit Jan Vogeler im Februar 2004. In: Heimat-Rundblick. Geschichte, Kultur, Natur. Nr. 68, 1/2004 (Frühjahr 2004). Druckerpresse-Verlag, ISSN 2191-4257, S. 7–9.[6]
- Worpswede für Spaziergänger. 3. Auflage. Verlag Bergedorf 43, Worpswede 1991.
- Worpswede entdecken und erleben. Menschen, Landschaft, Kunst. Verlag M. Simmering, Lilienthal 1989.
- Evaluation eines Curriculums der Vorschulmathematik. Minerva-Publikation, München 1981 (zugleich Dissertation, Uni Bremen 1981).
- Denken und handeln. Mathematik in der Vorklasse, Eingangsstufe. Westermann, Braunschweig 1977.

als Autor von Künstlerporträts
- Carl Emil Uphoff. Ein Künstler zwischen den Zeiten, 1885–1971. Verlag Bergedorf 43, Worpswede 1988.
- Willi Ohler, Keramiker, Maler, Zeichner (1888–1975). Verlag Bergedorf 43, Worpswede 1986.
- Auf Motivsuche von der Nordsee bis zum Mittelmeer. Der Maler und Zeichner Paul Ernst Wilke, 1894–1971, Bremerhaven und Worpswede. Verlag Bergedorf 43, Worpswede 1986.
- Otto Tetjus Tügel, Malerpoet (1892–1973). Verlag Atelier im Bauernhaus, Fischerhude 1985.

als Herausgeber
- Agenda-Gruppe „Kunst und Kultur“ der Gemeinde Worpswede; Helmut Stelljes (Redaktion): Worpswede aktuell. Kunst und Kunsthandwerk. Hauschild Verlag, Bremen 2005.
- Karl Jakob Hirsch (Verf.); Helmut Stelljes (Hrsg.): Karl Jakob Hirschs letzter Roman „Einer muss es ja tun“. Ein Manuskript aus der Nachkriegszeit. VDG Weimar, Kromsdorf 2003.
- Karl Jakob Hirsch (Verf.); Helmut Stelljes (Hrsg.): Der alte Doktor. Roman. Eine Worpsweder Ärztin und ihre Zeit. Hauschild Verlag, Bremen 1994.
- Helmut Stelljes (Hrsg.): Kulturzeichen. Worpsweder Vorträge. Verlag M. Simmering, Lilienthal 1993.
- Otto Tetjus Tügel (Texte, Bilder); Helmut Stelljes (Hrsg.): Es drängt mich zum Wort. Texte und Bilder. Schünemann Verlag, Bremen 1992.
- Helmut Stelljes (Hrsg.): Worpsweder Almanach. Dichtung, Erzählung, Dokumente. Schünemann Verlag, Bremen 1989.

als Fotograf
- Worpswede und das Teufelsmoor. Verlag M. Simmering, Lilienthal 2008 (Kalender).
- Worpswede, Worpswede, du liegst mir immer im Sinn. Fotoreigen. Schünemann Verlag, Bremen 2007 (Bildband; mit Texten von Paula Modersohn-Becker).